# Liste der Biografien/Kij
Liste der Biografien |
Portal Biografien |
Personensuche
# |
A |
B |
C |
D |
E |
F |
G |
H |
I |
J |
K |
L |
M |
N |
O |
P |
Q |
R |
S |
T |
U |
V |
W |
X |
Y |
Z |
?
 
Ka |
Kb |
Kc |
Kd |
Ke |
Kf |
Kg |
Kh |
Ki |
Kj |
Kl |
Km |
Kn |
Ko |
Kp |
Kr |
Ks |
Kt |
Ku |
Kv |
Kw |
Ky |
Kx |
Kz
 
Kia |
Kib |
Kic |
Kid |
Kie |
Kif |
Kig |
Kih |
Kii |
Kij |
Kik |
Kil |
Kim |
Kin |
Kio |
Kip |
Kir |
Kis |
Kit |
Kiu |
Kiv |
Kiw |
Kix |
Kiy |
Kiz
Die Liste der Biografien führt alle Personen auf, die in der deutschsprachigen Wikipedia einen Artikel haben. Dieses ist eine Teilliste mit 22 Einträgen von Personen, deren Namen mit den Buchstaben „Kij“ beginnt.

## Kij

### Kija
- Kija, Nebenfrau des Pharaos EchnatonKija

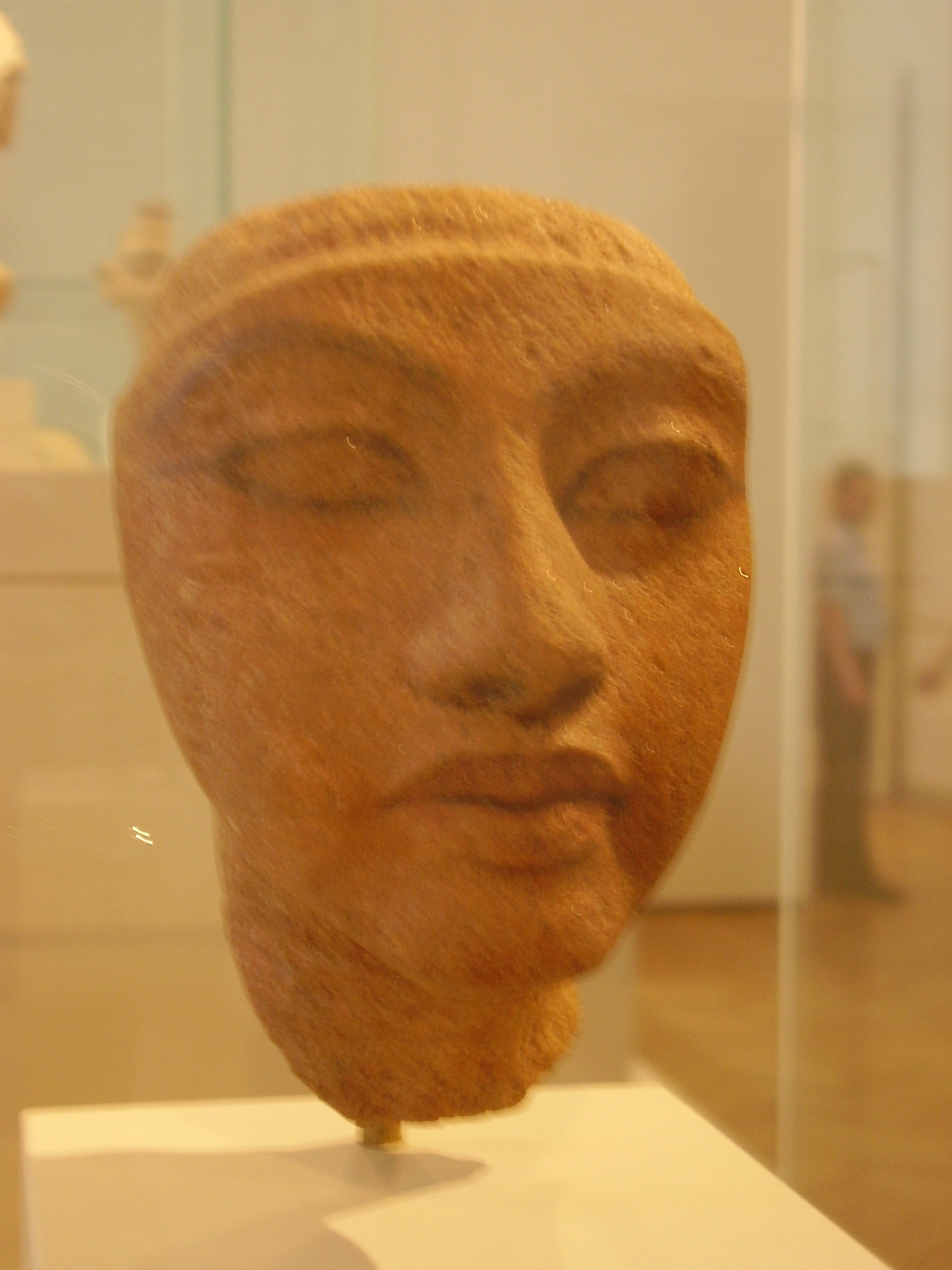
Kija

- Kijaji, Ashatu (* 1976), tansanische Politikerin und Ministerin
- Kijak, Wilhelm, deutscher Landrat
- Kijanović, Aleksa (* 1997), serbischer Sprinter
- Kijanović, Boško (* 2000), serbischer Sprinter
- Kijanowska, Marianna (* 1973), ukrainische Schriftstellerin, Dichterin, Übersetzerin und Literaturwissenschaftlerin
- Kijanskas, Tadas (* 1985), litauischer Fußballspieler
- Kijas, Alan (* 1986), österreichischer Fußballschiedsrichter
- Kijas, Zdzisław Józef (* 1960), polnischer Priester

### Kije
- Kijewitsch, Alena (* 1987), belarussische Sprinterin
- Kijewski, Emil (1911–1989), deutscher Radrennfahrer
- Kijewski, Niko (* 1996), deutscher Fußballspieler

### Kiji
- Kijima, Kazuki (* 1998), japanischer Fußballspieler
- Kijima, Ryōsuke (* 1979), japanischer Fußballspieler
- Kijima, Tetsuya (* 1983), japanischer Fußballspieler
- Kijima, Yū (* 1986), japanischer Fußballspieler
- Kijimuta, Akiko (* 1968), japanische Tennisspielerin
- Kijimuta, Naoko (* 1972), japanische Tennisspielerin

### Kijo
- Kijonka, Tadeusz (1936–2017), polnischer Dichter, Journalist, Dramaturg und Politiker
- Kijowska, Julia (* 1981), polnische Schauspielerin
- Kijowska, Marta (* 1955), polnische Publizistin
- Kijowski, Mateusz (* 1968), polnischer Informatiker, sozialer Aktivist, Publizist und Blogger